# Virar
Virar is een nagar panchayat (plaats) in het district Palghar van de Indiase staat Maharashtra. 
In 2009 is Virar met de naastgelegen stad Vasai gefuseerd tot de stad Vasai-Virar. 

## Demografie
Volgens de Indiase volkstelling van 2001 wonen er 118.945 mensen in Virar, waarvan 54% mannelijk en 46% vrouwelijk is. De plaats heeft een alfabetiseringsgraad van 78%. 